# Chiesa dell'Immacolata (Trento)
La chiesa dell'Immacolata è la parrocchiale di Vigo Meano, frazione di Trento in Trentino. Risale al XIX secolo.

## Storia
Sino al 1861 sul sito dove si trova l'edificio sacro sorgeva una piccola edicola dedicata a San Rocco che fu demolita per costruirvi il nuovo luogo di culto, dedicato all'Immacolata.
I momenti che precedettero la decisione finale non furono sempre facili e le comunità di Vigo e Cortesano non trovarono subito l'accordo necessario per la scelta del luogo, raggiunto solo dopo una decina circa di anni di riunioni e discussioni.
Il cantiere venne aperto nel 1862 e la chiesa, edificata su progetto di Leopoldo de Claricini, venne conclusa nelle sue strutture attorno al 1867.
Nell'ultimo decennio del secolo, sulla torre campanaria, venne installato l'orologio.
Ottenne dignità parrocchiale nel 1908. Agostino Aldi l'arricchì con decorazioni murali.
Sempre nello stesso anno, il 1908, venne consacrata con cerimonia solenne dal vescovo di Trento Celestino Endrici.

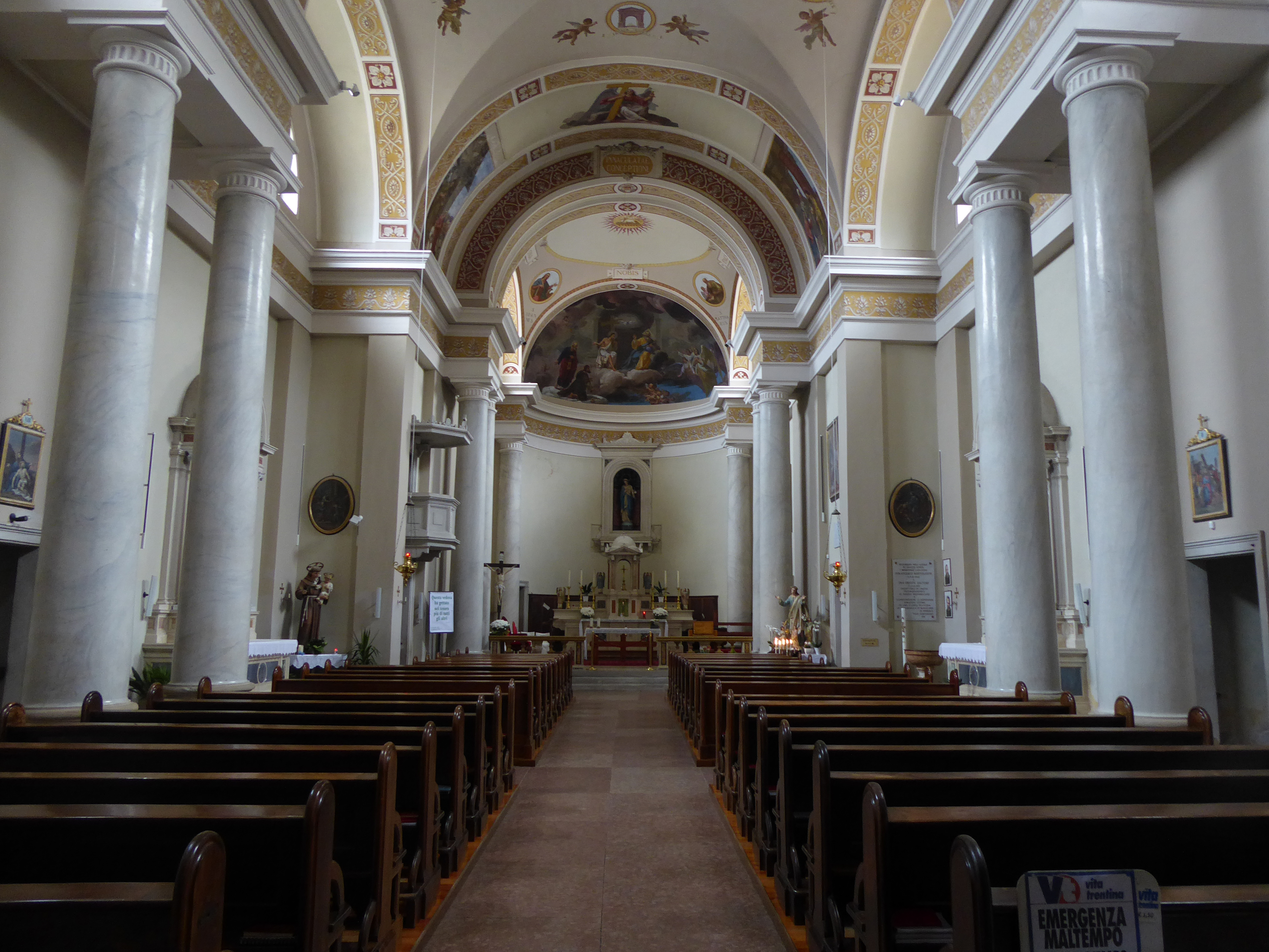
L'interno della chiesa

## Descrizione
L'edificio sorge su un dosso, lo Spiaz, nel centro di Vigo Meano. La facciata è classicheggiante, suddivisa su due ordini e con un ampio frontone triangolare superiore. La facciata presenta un ampio arco che valorizza il portale di accesso e la grande lunetta superiore. 
Il campanile, laterale, mostra una cuspide mozza. L'insieme viene definito sgraziato da Aldo Gorfer.
L'interno ha una sola navata e conserva opere artistiche artigianali ottocentesche.